# 利耶卢佩站
利耶卢佩站是托尔尼亚卡尔内斯-图库姆斯铁路线上的一个火车站，车站位于拉脱维亚尤尔马拉的利耶卢佩街区。